# Moerashoornschaal
De moerashoornschaal (Musculium lacustre) is een kleine zoetwater tweekleppigensoort uit de familie van de Sphaeriidae. De wetenschappelijke naam van de soort werd in 1774 voor het eerst geldig gepubliceerd door Otto Friedrich Müller.

## Beschrijving
De 8-11 mm kleine schelp van de moerashoornschaal is ovaal tot vierhoekig van vorm. De umbo's die worden afgedekt door de juveniele schelp, zijn iets voor het midden naar voren gericht. Het achterste uiteinde is breed en afgeknot. De schelp is kwetsbaar, tamelijk glanzend en parelgrijs tot wit van kleur. Het periostracum (oppervlak) is versierd met fijne, gelijkmatige, concentrische strepen.
Euglesa:
casertana · 
compressa · 
conventus · 
edlaueri · 
globularis · 
henslowana · 
hinzi · 
lilljeborgi · 
maasseni · 
pulchella · 
subtruncata · 
waldeni

Odhneripisidium:
annandalei · 
moitessierianum · 
stewarti · 
tenuilineatum

Musculium:
lacustre · 
†subtile · 
transversum

Pisidium:
amnicum · 
†clessini · 
hibernicum · 
milium · 
nitidum · 
obtusalis · 
obtusale obtusale · 
obtusale lapponicum · 
personatum · 
pseudosphaerium · 
supinum

Sphaerium:
asiaticum · 
corneum · 
†icenicum · 
nitidum · 
nucleus · 
ovale · 
rivicola · 
†rosmalense · 
solidum · 
†subsolidum